# Cymindis heydeni
Cymindis heydeni is een keversoort uit de familie van de loopkevers (Carabidae). De wetenschappelijke naam van de soort is voor het eerst geldig gepubliceerd in 1882 door Paulino de Oliveira.